# Gary Oakes
Gary Oakes, född den 21 september 1958, är en brittisk före detta friidrottare som tävlade i häcklöpning. Oakes är gift med Heather Oakes.
Oakes främsta merit är bronset på 400 meter häck vid Olympiska sommarspelen 1980 på det nya personliga rekordet 49,11. Han deltog vid VM 1983 i Helsingfors där han emellertid blev utslagen redan i försöken.

## Personliga rekord
- 400 meter häck - 49,11 från 1980